# Thur (Francia)
La Thur è un fiume francese che scorre nel dipartimento dell’Alto Reno nella regione del Grande Est e che sfocia nell’Ill.

## Geografia
Nasce nel cuore dei Vosgi nel comune di Wildenstein a 1195 m s.l.m. e si dirige verso sud. Dal 1964, con l’edificazione di una diga presso Kruth, la Thur forma il lago di Kruth-Wildenstein. Dopodiché scorre in una valle piuttosto ampia che si sposta progressivamente in direzione sud-est. Allo sbocco della valle bagna Thann, poi Vieux-Thann e Cernay, quindi vira verso nord-est. Dopo Wittelsheim e Staffelfelden, il ramo principale della Thur sfocia nell’Ill ad Ensisheim, mentre uno minore continua verso nord per diversi chilometri prima di confluire nella Lauch, altro affluente dell’Ill.